# Kollagen-Typ 15α1
Kollagen Typ XV, alpha 1 ist ein  Kollagen, das vom Gen COL15A1 codiert wird. Es bildet Homotrimere, die wiederum Kollagenfibrillen vom Typ XV formen.

## Eigenschaften
Die Trimerisierungsdomäne von Kollagen Typ XV, alpha 1 besteht aus drei Monomeren, die jeweils aus vier β-Faltblättern und einer α-Helix bestehen. Diese Domäne der Klasse der Multiplexine (COL15A1 und COL18A1) repräsentiert eine dreidimensionale Faltung, die eine hohe Sequenzvariabilität besitzt und somit eine strukturelle Integrität ermöglicht, die für eine dichte und effiziente Trimerisierung notwendig ist.
COL15A1 ist in der Lage, die Basalmembran mit dem lockeren Bindegewebe zu verbinden. Es stabilisiert Mikrogefäße und Muskelzellen im Herz und im Skelettmuskel. Des Weiteren kann es die Angiogenese inhibieren.
Es kann sich an Fibronectin, Laminin und Vitronectin binden, außerdem auch an die Kollagen/Gelatin-bindende Domäne von Fibronectin. COL15A1 inhibiert die Adhäsion und Zellmigration von Fibrosarkomzellen, wenn sich diese in den Fibronectin-beinhaltenden Matrizen befinden.